# Рубан Володимир Миколайович
Володимир Миколайович Рубан — український журналіст. Один з засновників інформагенції УНІАН (1993), газети «День» (1996), «Всеукраїнських відомостей» (ВВ) (1997), «Газети по-українськи», журналу «Країна», сайту gazeta.ua.

## Життєпис
Працював у газетах «Молодь України», «Радянська Україна». Був головним редактором «Вечірнього Києва».
Був власним кореспондентом газет «Московские новости», «Независимая газета» в Україні.
З 1993 року — один із засновників і головний редактор інформаційної агенції УНІАН (Українська незалежна інформаційна агенція новин).
1996-го заснував і рік був головним редактором газети «День».
У 1997—1998 був головним редактором газети «Всеукраинские ведомости». Після того його партнер по цьому виданню Олександр Швець створив «Факты и комментарии», а Володимир Рубан — щоденну «Газету по-українськи». Через рік на її базі постав новинний сайт gazeta.ua, а 2008 року редакція почала видавати суспільно-політичний тижневик «Країна».
За даними лічильників bigmir.net та liveinternet.ru, впродовж 2013—2016 років gazeta.ua перебувала здебільшого при кінці першої десятки серед новинних ресурсів України.
26 грудня 2000 року трудовий колектив газети «Вечірній Київ» обрав Володимира Рубана головним редактором.
У 2001 році Рубан керував департаментом засобів масової інформації виборчого блоку «Наша Україна».